# 1979년 예멘 전쟁
제2차 예멘 전쟁은 예멘 아랍 공화국 (YAR, 북예멘)과 예멘 인민민주공화국 (PDRY, 남예멘) 사이에서 벌어진 짧은 군사 분쟁이다. 이 전쟁은 북예멘 대통령 아메드 알가미시가 1978년 6월 24일 살해되고, 두 예멘의 합병을 추진하던 마오쩌둥주의자 살림 루바이 알리가 이틀 후 살해되면서 양국 관계가 악화되면서 발발했다. 양국의 새 지도부의 적대적인 수사법이 격화되어 소규모 국경 분쟁으로 이어졌고, 이는 1979년 2월 전면전으로 확대되었다.
남예멘 연합군 부대의 삼면 침공 이후 북예멘은 결정적인 패배를 목전에 두고 있는 것처럼 보였으나, 1979년 쿠웨이트 협정을 통한 성공적인 중재로 전쟁이 종식되었다. 이 협정으로 인해 아랍 연맹 평화유지군이 북예멘-남예멘 국경을 순찰하기 위해 파견되었다. 양국을 통일하려는 합의 또한 이루어졌지만, 이는 실행되지 않았다.

## 분쟁
남예멘의 마르크스주의 정부는 국가민주전선을 통해 북부 반군에게 지원을 제공하고 국경을 넘는 것으로 알려졌다.
2월 24일, 북예멘과 남예멘의 병력이 국경을 넘어 서로에게 발포하기 시작했다. 일부 급진적인 육군 장교가 이끄는 북예멘군은 남예멘 국경을 넘어 여러 마을을 공격했다. PDRY는 소련, 쿠바, 동독의 지원을 받아 정규군 3개 사단과 전술 공군 연대를 동원하여 북부를 침공했다. PDRY는 또한 북예멘 정부에 대항하여 자신들의 반란을 벌이던 NDF의 지원을 받았다. 침공 3일 만에 수적으로 열세인 남예멘군은 전역에 걸쳐 완전한 공중 우위를 확립하여 북예멘 지상군을 전쟁 내내 수세에 몰아넣었다.
남예멘군의 공격은 기습의 이점을 가지고 있었고, 포격과 공병단이 선봉에 섰는데, 이들은 조기 경보 방공 및 레이더를 효과적으로 폭파시켜 북예멘 항공기 대부분을 격추시킨 공중전 이후 타이즈와 달리주 및 바이다주 일부 지역에 걸쳐 며칠 내에 공군이 공중 우위를 확립하는 데 기여했다. 초기 공군 공격 이후, T-55 및 T-62 전차로 구성된 남예멘 기갑사단은 타이즈 시 근처에 주둔한 북예멘 기갑사단에 대한 지상 공격을 선도했으며, 이어서 포병 여단의 엄호를 받는 보병사단이 BM-21 그라드 로켓과 M-46 야전포로 화력 지원을 제공했다.
곧 소련에서 훈련받은 남예멘 공군이 다마르의 비행장과 공군기지에 있던 북예멘의 MiG-17과 MiG-21 전투기 및 헬리콥터 여러 대를 추가로 파괴하여 북부군의 공중 반격 가능성을 차단했다. 이 공격은 1959년부터 아덴 보호령 부대 소속으로 1969-1972년에 영국과 소련에서 조종사 훈련을 받은 공군 부참모장 사드 헤샴 알 딘 준장이 조율했다. 사드 준장은 직접 Su-22를 타고 공중 출격을 이끌었다. 전투 비행단은 1964년부터 ALP 소속으로 1971-73년에 인도에서 훈련받은 칼레드 오마르 대령이 이끌었다. 그는 MiG-21을 타고 전투 공중 초계를 지휘했다. 지상과 공중에서 몇 대의 Il-38에 탑승한 소련 전투 통제관들은 화력 통제와 전장 공간을 지휘하고 조기 경보 시스템을 운영했다. 전쟁은 거의 한 달 동안 지속되었는데, 북예멘은 사나에서 타이즈로 증원 부대를 보낼 수 없었다. 이는 남부군의 끊임없는 공습과 공격적인 공중 초계가 다마르 북쪽까지 이르는 험하고 구불구불한 산악 도로의 증원 수송대를 공격했기 때문이었다. 비록 북부군은 전체적으로 남부군보다 훨씬 많았지만, 타이즈와 달리 주변의 작전 지역 내에서는 수적으로 열세였고 압도당했다. 한 개 사단이 한 달 내내 남부군의 공중 초계와 북부 도로에 대한 공습 때문에 증원군이나 근접항공지원 없이 적군 세 개 사단의 공격에 직면해야 했기 때문이다.
3월 8일, 남예멘 공군은 Su-22 폭격기 3대와 Su-7 폭격기 3대, 그리고 MiG-21 전투기 5대가 상공을 엄호하며 사나를 공격했다. 이들은 500파운드 폭탄을 포병 기지에 투하하고 판사 법원과 중앙 교도소를 기총소사하여 민간인들 사이에 대규모 공황을 야기했다. SA-3를 운용하는 북예멘 방공군은 Su-7 폭격기 1대와 MiG-21 1대를 격추하고 조종사를 생포했다. 3월 10일의 또 다른 심층 공습에서는 남예멘 MiG-21 4대와 Su-22 3대가 호데이다 근처의 공군기지와 항구를 기총소사하여 이집트 민간 화물선 1척을 침몰시켰다. 손실이 커지고 북부군은 거의 지쳐 보였으며, 남부군은 북부 영토의 넓은 지역을 점령하고 타이즈와 바이다를 포위하자 사우디아라비아와 미국은 3월 9-10일까지 북예멘 정부를 지원하기 위해 무기를 급히 보냈다. 3월 11일, 북예멘군은 이브 북쪽의 남예멘 보병 여단 및 전차 대대에 FROG-7 미사일 8발을 발사하여 최소 100명의 남예멘군을 사망케 했다. 북예멘의 Frog-7 미사일 도입은 남예멘이 더 이상의 진격을 중단하게 만들었다.
3월 13일, 남예멘은 사나에 스커드-B 미사일 2발을 발사하여 공화국 수비대 막사를 파괴하고 군인 19명과 민간인 15명을 살해했다. 소련의 지원을 받는 PDRY의 YAR에 대한 공격과 이것이 미국의 동맹국인 사우디아라비아에 미칠 수 있는 위협을 언급하며, 미국은 YAR 정부에 대한 군사 지원을 대폭 강화했다. 이러한 지원의 일환으로, 미국은 정부 강화를 위해 YAR에 F-5E 항공기 18대를 보냈다. 그러나 YAR 조종사 중 F-5E를 조종할 훈련을 받은 사람이 없었기 때문에, 미국과 사우디아라비아는 대만 조종사 80명과 지상 요원 및 이라크 방공 부대를 북예멘으로 파견하는 것을 주선했다. 미국 해군 태스크포스 또한 격화되는 폭력 사태에 대응하여 아라비아해로 파견되었다. 미국의 원조 외에도, 북예멘 정권은 부족 민병대를 전쟁에 동원했고, 전쟁은 교착 상태에 빠졌다.
전쟁은 북예멘군의 군사 훈련과 장비의 약점을 드러냈고, 곧 이집트, 이라크, 사우디아라비아가 주도하는 북예멘의 동맹국들은 PDRY군에 대항하여 전략적 균형을 되찾을 수 있도록 공격적인 재무장 및 훈련 프로그램을 시작했다. 1983-84년까지 북예멘은 군사력을 회복했다.

## 여파

### 1979년 쿠웨이트 협정
3월 20일, 북예멘과 남예멘의 지도부는 쌍방 휴전을 선언하고, 부분적으로는 이라크의 강력한 주장으로 화해 정상회담을 위해 쿠웨이트에서 만났다. 회담은 아랍 연맹의 중재로 이루어졌다. 쿠웨이트 협정에서 양측은 1972년 카이로 협정에서 명시된 바와 같이 예멘 통일이라는 목표와 과정에 대한 약속을 재확인했다. 이 통일 합의는 특히 캠프 데이비드 협정과 이란 혁명으로 인해 발생하는 문제에 가장 잘 대응하기 위해 통일된 아랍 세계를 옹호하는 이라크, 시리아, 쿠웨이트의 압력의 결과였다. 포로 교환은 다음 두 달 안에 이루어졌고, 통일 예멘을 위한 헌법 초안 작업은 다음 2년 동안 진행되었지만, 협정의 정신과 내용을 이행하려는 대부분의 시도는 1982년 남예멘이 지원하는 국가민주전선의 반란이 끝날 때까지 보류되었다.

## 같이 보기
- 1972년 예멘 전쟁
- 예멘의 근현대사
- 예멘이 참전한 전쟁 목록